# Tan Tan Taan!

Capa do single (Edição regular).

Tan Tan Taan! (タンタンターン!) foi o segundo e último single do grupo MilkyWay.

## História
O single foi lançado em 29 de outubro de 2008 no Japão pela gravadora Zetima.Ficou classificado entre os 8º singles mais vendidos na Oricon. Teve uma edição limitada com uma capa e cartilha diferentes, e o formato foi em "single V" (um DVD que contém os vídeos musicais e um making of). 
As canções foram cantadas por Koharu Kusumi do grupo Morning Musume com participação de Sayaka Kitahara e Yū Kikkawa do grupo Hello! Pro Egg. Elas também interpretaram as personagens Kirari Tsukishima, Noël Yukino e Cobeni Hanasaki, cantoras fictícias do anime Kilari (Kirarin Revolution).
Tan Tan Taan! foi a sétima abertura (exibida nos episódios 129 até ao 153), e o "lado B" Gamusharara foi o décimo segundo encerramento (exibido nos episódios 129 até ao 141). As canções também foram incluídas nos álbuns Kirari to Fuyu e Best Kirari de Tsukishima Kirari starring Kusumi Koharu (Morning Musume).

## Lista de faixas
| Título                            | Artista  | Letras/Música/Arranjo       |
| --------------------------------- | -------- | --------------------------- |
| 1. Tan! Tan! Taan!                | MilkyWay | Kenichi Maeyamada           |
| 2. Gamusharara                    | MilkyWay | 2°C / Dai Murai / Dai Murai |
| 3. Tan! Tan! Taan! (Instrumental) | MilkyWay | Kenichi Maeyamada           |